# Abraham van Westerveld
Abraham Evertsz. van Westerveld, Abraham van Westerfeldt, Abraham Westerveldt, Abraham Evertsz. Westervelt, Abraham Evertsz. van Westervelt, Abraham van Westervelt (ur. ok. 1620, zm. 1692 w Rotterdamie) – holenderski malarz i rysownik.
Działał w latach 1647–1650 w Rotterdamie. W latach 1650–1653 nadworny malarz hetmana Janusza Radziwiłła. Autor wielu widoków z terenów Rzeczypospolitej Obojga Narodów, w szczególności wschodnich części Korony Królestwa Polskiego (na przykład Kijowa) i Wielkiego Księstwa Litewskiego. Towarzyszył wojskom polskim podczas odbicia Kijowa w 1651, tworząc przy tej okazji liczne rysunki miasta i jego okolic. W latach 1653–1692 ponownie działał w Rotterdamie.

## Wybór prac

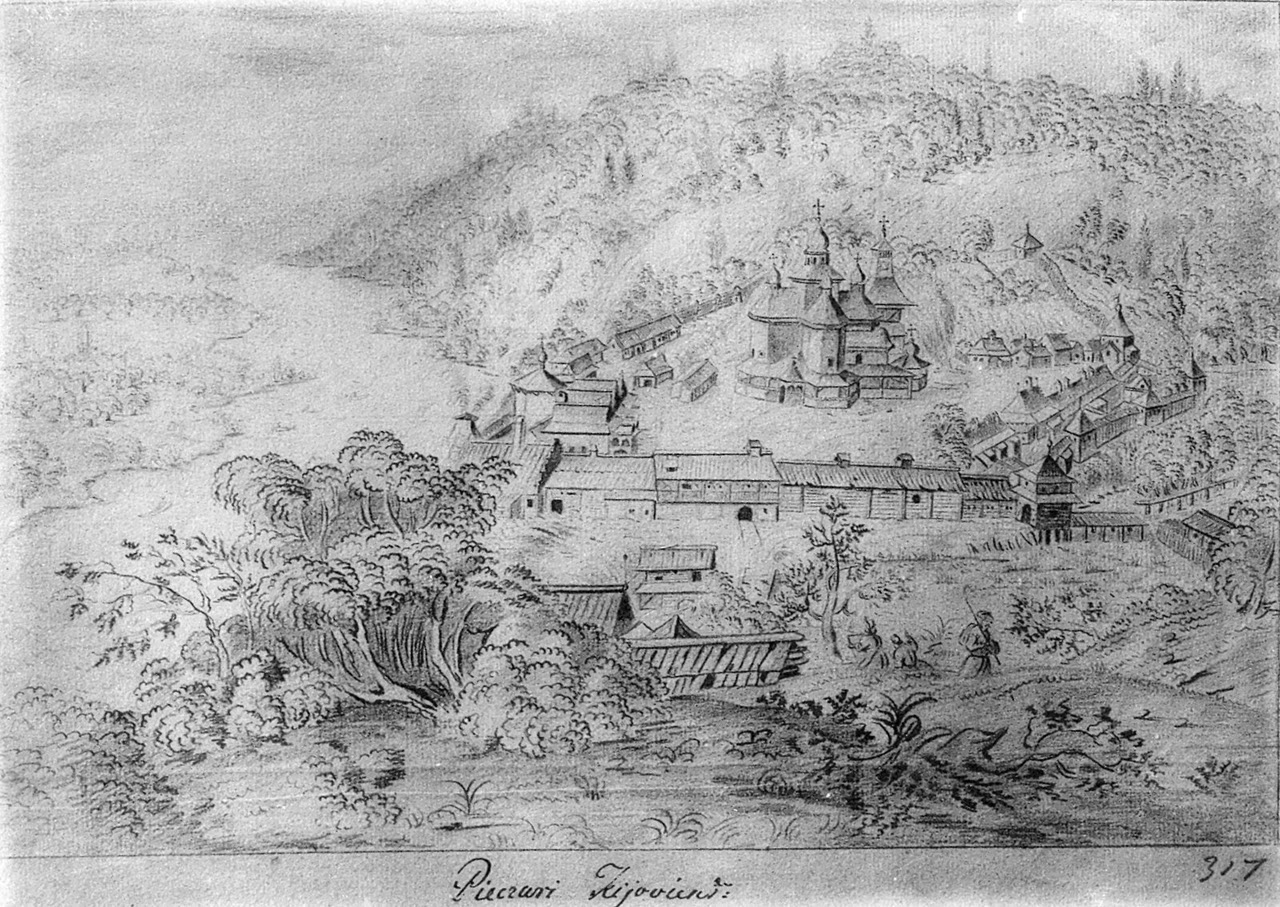
Ławra Peczerska pod Kijowem w 1651
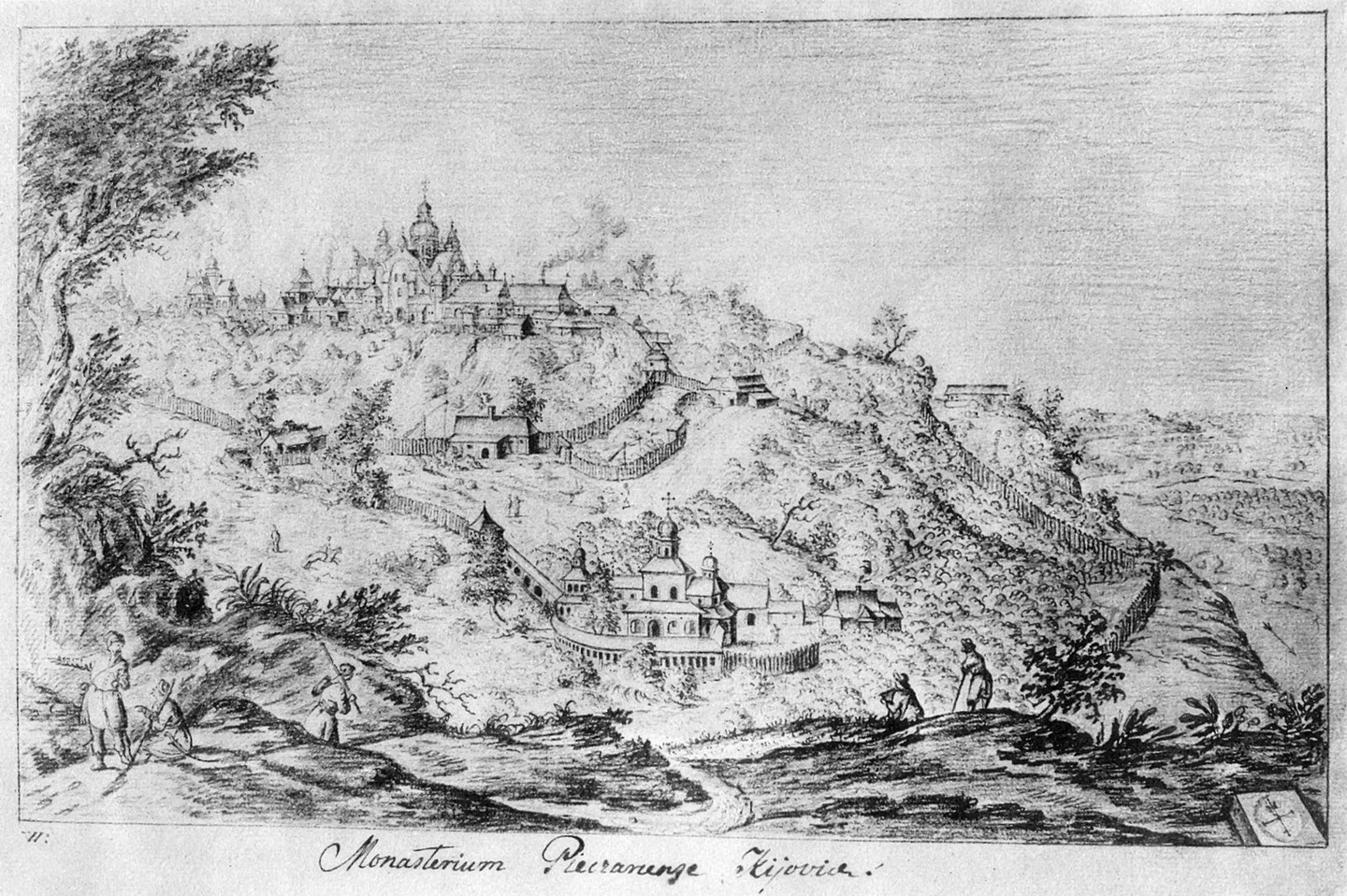
Ławra Peczerska pod Kijowem w 1651
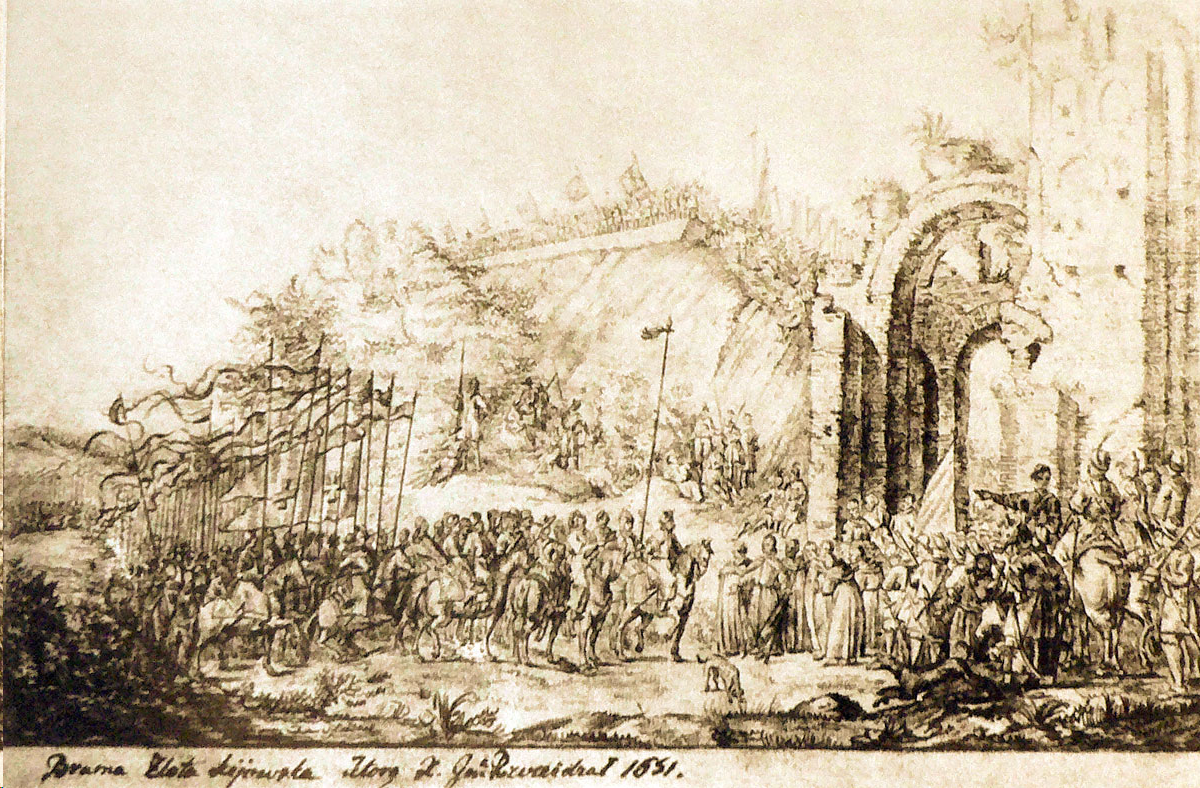
Armia litewska u stóp ruin Złotej Bramy w Kijowie w 1651
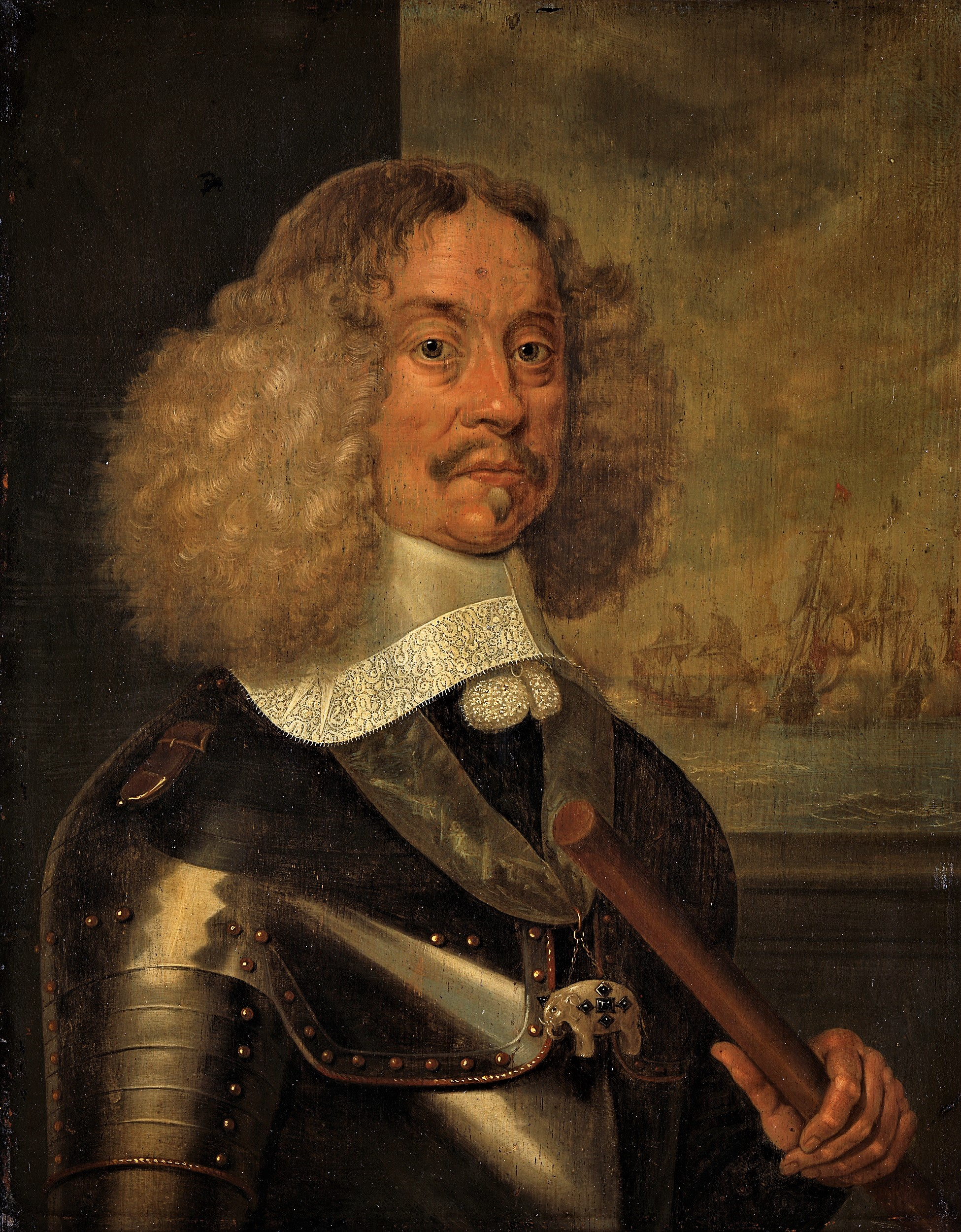
Admirał holenderski Jacob van Wassenaer Obdam
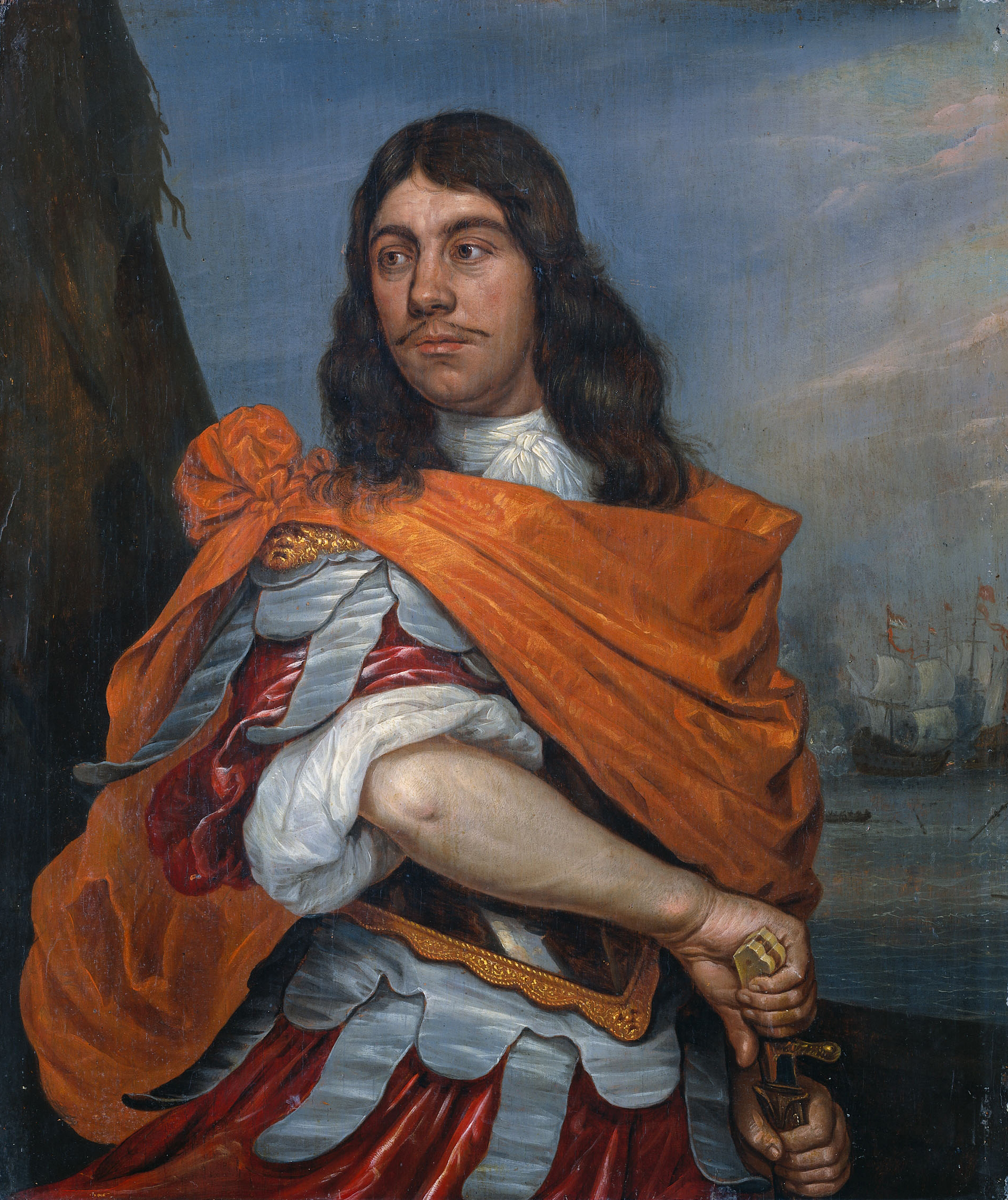
Cornelis Tromp w stroju rzymskim